# Billet de 500 euros
Vous lisez un « bon article » labellisé en 2012.  Il fait partie d'un « bon thème ».
Recto
Verso
Le billet de 500 euros (500 €) est le septième et dernier billet en euros par ordre croissant de valeur, utilisé depuis l'introduction réelle de l'euro en 2002. Il est utilisé dans vingt États membres de l'Union européenne, quatre micro-États non-membres de l'UE mais disposant de conventions monétaires, ainsi que dans deux autres pays européens hors de l'Union qui l'ont adopté unilatéralement et sans convention monétaire.
Près de 350 millions de personnes effectuent leurs paiements en espèces avec une seule monnaie.
C'est le plus grand billet en euro, mesurant 160 × 82 millimètres et de couleur violette. Il représente une arche d'architecture moderne au recto et un pont d'architecture moderne au verso (XXe et XXIe siècles).
Le billet de 500 euros possède de nombreuses caractéristiques de sécurité telles qu'une pastille holographique, un filigrane, de l'encre ultraviolette et des micro-impressions, qui certifient son authenticité.
Au 1er janvier 2025, il y avait 235 256 536 billets de 500 euros en circulation dans le monde, pour une valeur totale de 117 628 268 000 €.

## Historique

### Avant l'introduction
L'euro a été mis en place le 1er janvier 1999. Il devint alors la monnaie de plus de 300 millions de personnes en Europe. Pendant les trois premières années d'existence, l'euro était une monnaie « invisible », uniquement utilisée en comptabilité. L'euro liquide fut officiellement introduit le 1er janvier 2002 ; il remplaça alors les pièces et les billets des monnaies nationales de la zone euro (12 membres à l'époque), à des taux fixes. Cette nouvelle monnaie remplaça alors des monnaies telles que le franc français, le Deutsche Mark, ou la livre irlandaise.

### Après l'introduction
La période de double circulation, durant laquelle les billets et pièces des monnaies nationales et de l'euro étaient acceptés, dura deux mois, jusqu'au 28 février 2002, date officielle à laquelle les monnaies nationales cessèrent d'avoir un cours légal. Cette date varia cependant de quelques semaines selon les pays : c'est en Allemagne que la monnaie nationale cessa la première d'avoir un cours légal, à la date du 31 décembre 2001. La période de double circulation y durera cependant également deux mois[pas clair]. Même une fois le cours des anciennes monnaies devenu illégal, ces dernières continuèrent d'être acceptées par les banques centrales durant une période minimale de 10 ans, voire sans limite dans le temps, selon les pays,.

## Différentes séries de billets de500 euros

### Unique série
Il n'y a officiellement qu'une seule série de billets de 500 euros, gardant les mêmes signes de sécurité. Leur tirage initial porte la signature du président de la Banque centrale européenne, Wim Duisenberg, remplacé par Jean-Claude Trichet le 1er novembre 2003, lui-même remplacé par Mario Draghi le 1er novembre 2011. Il y a donc trois billets différents de 500 euros avec trois signatures différentes, en fonction de leur date d'impression. Toutefois, ils sont tous estampillés 2002, date à laquelle les coupures de la première série ont été introduites.

Signature du premier président de la BCE, Wim Duisenberg.
Signature du second président de la BCE, Jean-Claude Trichet.
Signature du troisième président de la BCE, Mario Draghi.

La coupure de 500 euros ne fera pas partie de la deuxième série « Europe » malgré le programme qui était prévu lors du lancement de cette série. En effet, après l'annonce du 4 mai 2016, sa production est annulée. (voir section « Arrêt de l'émission du billet »).

### Design

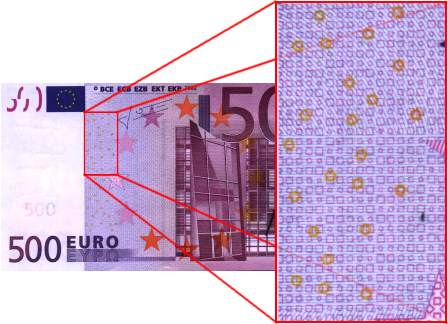
Constellation EURion sur un billet de 500 euros.

Le billet de 500 euros est la coupure en euro ayant la valeur la plus haute, mesurant 160 × 82 millimètres et de couleur violette. Tous les billets en euro représentent des ponts et des arches dans des styles historiques européens différents. Le billet de 500 euros dépeint l'architecture moderne (XXe et XXIe siècles). Les dessins initiaux de Robert Kalina devaient représenter de vrais monuments existants, mais pour des raisons politiques, le pont et l'arche sont plus simplement des exemples hypothétiques.
Comme sur tous les billets en euro, on peut observer la dénomination de la coupure (500 EURO/ΕΥΡΩ), le drapeau de l'UE, la signature du président de la BCE, les initiales de la BCE dans toutes les langues officielles de l'UE (BCE, ECB, EZB, EKT et EKP), une carte de l'Europe, une représentation des territoires d'outre-mer de l'UE (on peut observer, en bas au centre, les îles Canaries et des territoires français utilisant l'euro) et les étoiles du drapeau de l'UE.

### Caractéristiques de sécurité
Les billets de 500 euros sont protégés par une pastille holographique, un nombre à couleur changeante, une constellation EURion, un filigrane, des micro-impressions, de l'encre ultraviolette, une impression en relief, un fil de sécurité, des micro-perforations, un nombre incomplet (visible par transparence), et un numéro de série. Le numéro de série commence par une lettre. Cette lettre correspond à la banque centrale à laquelle les billets sont destinés. Par exemple, un numéro de série commençant par la lettre L, indique que le billet a été destiné à la banque centrale de Finlande et distribué par elle, mais ce n'est pas forcément cette dernière qui l'a produit.

### Identification des billets
Chaque coupure de 500 euros possède un numéro de série commençant par une lettre qui correspond à la banque centrale à laquelle il est destiné. L'imprimeur est signalé par une lettre dans l'étoile du recto. Cette lettre est suivie par une série de chiffres désignant la matrice utilisée à l'impression puis par un code (une lettre et un chiffre) correspondant à la position du billet sur la planche.
La page « détail des codes d'identification » reprend l'ensemble des codes.

## Production et stockage des billets
En avril 2001, la BCE a décidé qu’après l'introduction de l’euro, la production des billets en euro serait décentralisée et mise en commun (pooling). Dès lors, depuis 2002, chaque banque centrale nationale de chaque État membre de la zone euro fournit une partie de la production annuelle totale de certains billets. La banque centrale concernée prend en charge les coûts de production au titre de la part qui lui a été indiquée.
En septembre 2002, la BCE a décidé de mettre en place un stock stratégique de l’Eurosystème (c’est-à-dire la Banque centrale européenne (BCE) et les dix‑sept banques centrales nationales (BCN) de la zone euro). Ce stock est utilisé dans des circonstances exceptionnelles, lorsque les stocks au sein de la zone euro sont insuffisants pour faire face à une hausse inattendue de la demande en billets ou en cas d’interruption inattendue de leur approvisionnement. Les stocks permettent aux banques centrales nationales de gérer à tout moment une variation de la demande de billets. Grâce aux stocks logistiques, il est possible de répondre à la demande dans des circonstances normales. Ces stocks permettent également de remplacer les coupures impropres à la circulation, de faire face à une progression attendue de leur utilisation, de répondre aux fluctuations saisonnières de leur demande et d’optimiser leur transfert entre les succursales des banques centrales.

## Émission du billet
Légalement, la Banque centrale européenne et les banques nationales de chaque pays membre de la zone euro ont le droit d'émettre toutes les coupures en euro. En pratique, seules les banques nationales en ont les moyens techniques. La Banque centrale européenne ne possède pas de caisses et n'est impliquée dans aucune opération de trésorerie.

### Arrêt de l'émission du billet
La Banque centrale européenne décide le 4 mai 2016 de supprimer le billet de 500 euros afin de lutter contre les activités illicites telles que le blanchiment d'argent, l'évasion fiscale et le financement du terrorisme,.
Cependant, si l’arrêt de production du billet a été décidé, l'arrêt de l’émission des billets n'est effectif qu’en début d’année 2019 (initialement prévu fin 2018), le temps nécessaire à la production et l’émission supplémentaires de coupures de 100 et 200 euros. Ainsi, à partir du 27 janvier 2019, dix-sept des dix-neuf BCN ont cessé d’émettre les billets et seules l’Allemagne et l’Autriche ont continué d’émettre cette coupure jusqu’au 27 avril 2019 afin d’assurer une transition harmonieuse et pour des raisons logistiques.
Après cet arrêt d'émission, la coupure de 500 euros gardera toujours sa valeur et pourra être échangée auprès des banques centrales nationales de l’Eurosystème pendant une période illimitée. Depuis cette décision, les billets rentrent en nombre aux guichets des banques centrales (plus de dix mille billets pour le mois de mai 2016). Allié au fait qu'ils étaient, à l'exception de l'Allemagne et l'Autriche, très peu utilisés dans la vie courante, il y a de fortes probabilités que, de facto, sa fonction ne se limite à l'avenir qu'à une valeur de réserve et de thésaurisation. Si en France on trouve difficilement des billets d'une valeur supérieure à 50 euros, ce n'est pas le cas en Belgique, où des distributeurs de billets permettent d'obtenir des coupures de 100 et de 200 euros, ces dernières valeurs ayant remplacé les billets de 500 euros dans les distributeurs belges qui en proposaient jusqu'en 2018.

## Circulation
Au 1er janvier 2025, 235 256 536 billets de 500 euros circulaient dans le monde, pour une valeur totale de 117 628 268 000 €.
La Banque centrale européenne contrôle constamment la circulation et le stock de pièces et de billets en euro. C'est une tâche effectuée par l'Eurosystème (c’est-à-dire la Banque centrale européenne (BCE) et les vingt banques centrales nationales (BCN) de la zone euro) pour assurer un approvisionnement efficace et sans heurts de l'euro et pour en maintenir l'intégrité.

### Statistiques
La Banque centrale européenne fournit chaque mois des statistiques sur le nombre de billets en circulation.
Il s’agit d’un nombre net, à savoir du nombre de billets émis, diminué de la somme des billets retirés ou rentrés et des billets en dépôt dans les banques nationales de la zone euro.
Les chiffres fournis sont les suivants :

#### De 2002 à 2018
| Année                                                     | Coupures    | Montant         | Année | Coupures    | Montant         | Année | Coupures    | Montant         |
| --------------------------------------------------------- | ----------- | --------------- | ----- | ----------- | --------------- | ----- | ----------- | --------------- |
| *                                                         | 60 617 094  | 30 308 547 000  | 2007  | 452 651 817 | 226 325 908 500 | 2013  | 583 140 774 | 291 570 387 000 |
| 2002                                                      | 166 863 335 | 83 431 667 500  | 2008  | 530 064 413 | 265 032 206 500 | 2014  | 606 043 923 | 303 021 961 500 |
| 2003                                                      | 238 473 202 | 119 236 601 000 | 2009  | 563 782 341 | 281 891 170 500 | 2015  | 613 559 542 | 306 779 771 000 |
| 2004                                                      | 306 229 737 | 153 114 868 500 | 2010  | 575 851 727 | 287 925 863 500 | 2016  | 539 851 321 | 269 925 660 500 |
| 2005                                                      | 370 343 604 | 185 171 802 000 | 2011  | 599 176 526 | 299 588 263 000 | 2017  | 513 519 290 | 256 759 645 000 |
| 2006                                                      | 419 381 674 | 209 690 837 000 | 2012  | 587 466 147 | 293 733 073 500 | 2018  | 521 630 046 | 260 815 023 000 |
| * : au lancement de l'euro fiduciaire (1er janvier 2002). |             |                 |       |             |                 |       |             |                 |

La publication des statistiques les plus significatives du nombre de billets en circulation relevées chaque année est celle du 31 décembre, ce nombre étant le plus élevé de l'année, sauf en 2011 avec 599 763 921 billets en novembre, en 2012 avec 596 125 001 billets en janvier, en 2013 avec 585 677 005 billets en avril, en 2016 avec 611 833 416 billets en janvier et en 2017 avec 534 089 193 billets en janvier encore.
La Banque centrale européenne a cessé de produire et d'émettre définitivement les billets de 500 euros le 28 mai 2019; à la suite de cette décision, le nombre de billets relevé annuellement se réalise en janvier.
Pour éviter une surcharge de données, les statistiques qui suivent sont celles reprises en janvier et non plus en décembre.

#### À partir de 2019
| Année | Coupures    | Montant         | Année | Coupures    | Montant         | Année | Coupures    | Montant         |
| ----- | ----------- | --------------- | ----- | ----------- | --------------- | ----- | ----------- | --------------- |
| 2019  | 516 287 661 | 256 225 047 500 | 2020  | 440 508 599 | 218 158 381 500 | 2021  | 403 351 519 | 200 525 950 500 |
| 2022  | 370 981 496 | 184 434 639 000 |       |             |                 |       |             |                 |

Rappel : au 31 décembre 2020, il y a 405 707 688 billets pour une valeur de 202 853 844 000 €.
Les statistiques pour l'ensemble des billets et pour chaque valeur au 1er janvier 2021 sont disponibles à la page générale des billets de banque en euros.

### Suivi des billets
Il existe plusieurs sites web et communautés qui permettent de suivre les billets de banque en euro, de savoir où ils voyagent et où ils ont voyagé. Le site web le plus connu est EuroBillTracker. Le but est d'enregistrer le plus de billets possible afin de connaître les détails de leur propagation, par exemple d'où et vers où ils se déplacent. Ou encore où un billet a été vu, pour générer des statistiques et des classements, par exemple, dans quels pays il y a le plus de billets. EuroBillTracker en a enregistré plus de 126 millions en décembre 2013, soit pour plus de 2,393 milliards d'euros.

## Enjeux

### Contrefaçon
Selon la BCE, les billets en euro sont très difficiles à contrefaire en raison d'un nombre important de signes de sécurité. Cependant, la qualité des planches qui sortent des ateliers clandestins est croissante et les nouvelles technologies permettent de produire plus facilement des faux billets de bonne facture,. La coupure de 500 € est la moins contrefaite avec le billet de 5 euros. Elle représentait 0,5 % des billets en euro contrefaits au 2e semestre 2011, soit 1 550 billets de 500 € contrefaits. La BCE et les banques centrales nationales recommandent d'être vigilant, et de reconnaître les faux billets par la méthode simple de « Toucher-Regarder-Incliner ». Selon l'expert judiciaire Gilles Duteil, ces estimations ne sont pas réalistes et il est « très difficile de déterminer un chiffre réellement significatif ».
Pour lutter contre cette contrefaçon, la BCE utilise des techniques de pointe lors de l'impression et un certain nombre de signes de sécurité pour dissuader les faux-monnayeurs. Elle dispose d'un centre d'analyse de la contrefaçon, qui coopère étroitement avec Europol. Ce centre analyse les billets contrefaits récupérés par la police, afin de mieux prévenir les futures contrefaçons. La BCE dispose également d'un Groupe de dissuasion de la contrefaçon des banques centrales (CBCDG). Il a pour mission de dissuader la contrefaçon numérique et, en empêchant la production de faux billets, de réduire les dommages causés aux particuliers et aux entreprises qui seraient amenés à recevoir de faux billets. Il utilise des technologies de lutte contre la contrefaçon qui empêchent l’acquisition ou la reproduction, au moyen d’ordinateurs individuels ou d’outils d’imagerie numérique, de l’image d’un billet protégé. Le CBDG a également pour but de prévenir la reproduction non autorisée de billets.

### Crime organisé
Le billet de 500 euros est, après le billet suisse de 1 000 francs, une des coupures ayant la plus grande valeur au monde. En fonction du cours des deux monnaies, il peut valoir plus de six fois le plus gros billet en dollars américains, le billet de 100 $. Un grand volume monétaire peut être ainsi transporté en un nombre réduit de billets. Cela facilite donc les délits liés à l'argent, tels que le blanchiment d'argent, le trafic de stupéfiants et l'évasion fiscale. Des personnes ont appelé à retirer ce billet de la circulation pour cette raison,. Cependant, certaines monnaies nationales pré-euro possédaient également des billets à forte valeur telles que les coupures de 10 000 francs belges (247,89 €), de 5 000 schillings autrichiens (363,36 €), de 1 000 florins néerlandais (453,78 €) et de 1 000 marks allemands (511,29 €).
C'est en Espagne qu'on trouve le plus des billets de 500 euros en 2006 : près d'un quart d'entre eux s'y retrouvent. Les spécialistes s'étonnent de sa présence en nombre élevé dans une économie qui n'est que la quatrième de la zone euro. Ils sont rarement échangés dans le commerce de tous les jours – à partir du milieu des années 2000, ils ont été surnommés « ben Laden » par les classes populaires car « tout le monde sait qu'ils sont là et à quoi ils ressemblent, mais personne ne les a jamais vus »,,. Ce surnom est également utilisé par les experts d'Europol. La police britannique et espagnole les utilisent pour pister le blanchiment d'argent,.
Depuis le 20 avril 2010, les bureaux de change britanniques ont cessé de distribuer des billets de 500 euros, étant donné leur utilisation lors des blanchiments d'argent. La Serious Organised Crime Agency a annoncé, après une enquête de huit mois, que « 90 % des coupures de 500 euros distribuées au Royaume-Uni sont dans les mains d'organisations malfaisantes ». Le billet a une valeur d'environ 400 livres, soit huit fois plus que le billet de la banque d'Angleterre à la plus forte valeur, celui de 50 livres. Le billet de 500 euros est donc apprécié par les gangs britanniques pour recycler l'argent sale.
La directive 2005/60/CE de l'UE sur la prévention de l'utilisation du système financier aux fins de blanchiment d'argent et de financement du terrorisme tend à prévenir de tels crimes avec l'aide des banques, d'agences immobilières et autres institutions et entreprises pour enquêter et signaler l'utilisation de cette coupure pour des montants en liquide excessifs, soit plus de 15 000 €.

### Impact environnemental
L'UE ayant une politique environnementale très stricte, il est important à ses yeux de réduire au minimum l'impact environnemental résultant de la fabrication de coupures en euro. La Banque centrale européenne dit s'astreindre à faire un usage judicieux des ressources naturelles dans sa fourniture en billets, en préservant la qualité de l'environnement et en garantissant la santé des personnes.
Selon les résultats de tests indépendants, les billets de banque en euro sont considérés comme sains et conçus pour respecter tous les critères imposés par l'Union européenne, y compris les critères sur les substances chimiques utilisées. Toutes les substances réglementées utilisées dans les billets sont dans une concentration inférieure à la limite règlementaire.